# Bythotiara huntsmani
Bythotiara huntsmani är en nässeldjursart som först beskrevs av John Fraser 1911.  Bythotiara huntsmani ingår i släktet Bythotiara och familjen Bythotiaridae. Inga underarter finns listade i Catalogue of Life.